# Waleri Grigorjewitsch Goborow
 Waleri Grigorjewitsch Goborow  (ukrainisch Валерій Григорович Гоборов, russisch Валерий Григорьевич Гоборов; englische Transkription: Valery Grigoryevich Goborov; * 20. Januar 1966 in Cherson; † 7. September 1989 in Moskau) war sowjetischer Basketballspieler ukrainischer Abstammung. Er spielte auf der Position des Center und wurde als Mitglied der sowjetischen Nationalmannschaft bei den Olympischen Spielen 1988 in Seoul Olympiasieger.

## Karriere
Waleri Goborow begann mit dem Basketballspielen in einem Sportinternat in Kiew. Zunächst spielte er bei SKA Kiew. Bereits als Neunzehnjähriger kam er zu ZSKA Moskau. Er wurde dreimal in Folge 1985 bis 1987 sowjetischer Vize-Meister hinter Žalgiris Kaunas und 1988 sowjetischer Meister. Zu der EM 1987 wurde er in die Nationalmannschaft berufen und errang dort die Silbermedaille. Seinen größten Triumph feierte er 1988 mit dem Gewinn der Goldmedaille bei den Olympischen Spielen in Seoul als Mitglied der sowjetischen Nationalmannschaft, in der er allerdings als dritter Center-Spieler wenig Einsatzzeit bekam. Nachdem Wiktor Pankraschkin aus Altersgründen nicht berücksichtigt wurde und Arvydas Sabonis nicht mehr für die Sowjetunion spielen wollte, sollte Goborow als neuer Top-Center der Sowjetunion aufgebaut werden. Er wurde nur noch einmal Bronzemedaillengewinner bei der EM 1989. Zwei Monate danach starb Goborow bei einem Autounfall im Alter von 23 Jahren.

## Erfolge
- Olympiasieger 1988
- Zweiter der Europameisterschaft 1989
- Dritter der Europameisterschaft 1983
- Meister Sowjetunion: 1988
- Vize-Meister Sowjetunion (3×): 1985–1987